# دينيس فرانشي
دينيس فرانشي (بالإيطالية: Denis Franchi)‏ هو لاعب كرة قدم إيطالي، ولد في 22 أكتوبر 2002 في سان فيتو آل تاليامنتو في إيطاليا. لعب مع باريس سان جيرمان ونادي بيرنلي.

## وصلات خارجية
- دينيس فرانشي على موقع الاتحاد الأوربي (الإنجليزية)
- دينيس فرانشي على موقع قاعدة بيانات كرة القدم.إي يو (الإنجليزية)
- دينيس فرانشي على موقع ليكيب (الفرنسية)
- دينيس فرانشي على موقع Soccerway.com (الإنجليزية)
- دينيس فرانشي على موقع عالم كرة القدم.نت (الإنجليزية)